# Marcel Minnaert
Marcel Gilles Jozef Minnaert (Bruges, 12 de fevereiro de 1893 — Utrecht, 26 de outubro de 1970) foi um astrônomo belga.
Ph.D. em biologia pela Universidade de Ghent, em 1914. 

## Honrarias
Prêmios
- Medalha de Ouro da Royal Astronomical Society (1947)[2]
- Medalha Bruce (1951)[3]
- Prémio Jules Janssen (1966)[4]

Topônimos
- Asteroide 1670 Minnaert
- Cratera lunar Minnaert
- Prédio Minnaert do campus Uithof da Universidade de Utrecht